# Viridemas galena
Viridemas galena är en fjärilsart som beskrevs av Smith 1908. Viridemas galena ingår i släktet Viridemas och familjen nattflyn. Inga underarter finns listade i Catalogue of Life.